# Planeta maimuțelor (franciză)
Planeta maimuțelor (Planet of the Apes) este o franciză media americană formată din șapte filme (unul fiind o refacere (remake), altul un restart (reboot)), două seriale de televiziune (unul de animație) și diferite benzi desenate. Seria de produse media a început cu filmul științifico-fantastic din 1968 Planeta maimuțelor, care se bazează pe romanul din 1963 în limba franceză La Planète des singes (Planeta maimuțelor) de Pierre Boulle.

## Filme
| Film                                                                     | Premiera          | Rating | Încasări    | Buget        |
| ------------------------------------------------------------------------ | ----------------- | ------ | ----------- | ------------ |
| Planet of the Apes (1968) ro.: Planeta maimuțelor                        | 08 februarie 1968 | 89%    | 32.589.624  | $5,400,000   |
| Beneath the Planet of the Apes ro.: Secretul planetei maimuțelor         | 27 mai 1970       | 41%    | 18.999.718  | $3,000,000   |
| Escape from the Planet of the Apes ro.: Evadare din planeta maimuțelor   | 21 mai 1971       | 78%    | 12.348.905  | $2,500,000   |
| Conquest of the Planet of the Apes ro.: Cucerirea planetei maimuțelor    | 29 iunie 1972     | 44%    | 9.700.000   | $1,800,000   |
| Battle for the Planet of the Apes ro.: Bătălia pentru planeta maimuțelor | 15 iunie 1973     | 38%    | 8.844.595   | $1,700,000   |
| Planet of the Apes (2001) ro.: Planeta maimuțelor                        | 27 iulie 2001     | 45%    | 362.211.740 | $100,000,000 |
| Rise of the Planet of the Apes ro.: Planeta maimuțelor 2                 | 05 august 2011    | 83%    | 481.800.873 | $93,000,000  |
| Dawn of the Planet of the Apes                                           | 23 mai 2014       |        |             |              |
| War of the Planet of the Apes                                            | 14 iulie 2017     |        |             |              |

## Televiziune
- Planeta maimuțelor (1974) - au fost produse doar 14 episoade
- Întoarcere pe planeta maimuțelor (1975) (episoade)

## Personaje
| Personaj                         | Film                      | Film                           | Film                               | Film                               | Film                              | Film                      | Film                           | Film                            |
| Personaj                         | Planet of the Apes (1968) | Beneath the Planet of the Apes | Escape from the Planet of the Apes | Conquest of the Planet of the Apes | Battle for the Planet of the Apes | Planet of the Apes (2001) | Rise of the Planet of the Apes | Dawn of the Planet of the Apes  |
| Oameni                           | Oameni                    | Oameni                         | Oameni                             | Oameni                             | Oameni                            | Oameni                    | Oameni                         | Oameni                          |
| -------------------------------- | ------------------------- | ------------------------------ | ---------------------------------- | ---------------------------------- | --------------------------------- | ------------------------- | ------------------------------ | ------------------------------- |
| George Taylor                    | Charlton Heston           | Charlton Heston                | Charlton Heston (archival footage) |                                    |                                   |                           |                                |                                 |
| Nova                             | Linda Harrison            | Linda Harrison                 |                                    |                                    |                                   |                           |                                |                                 |
| Brent                            |                           | James Franciscus               |                                    |                                    |                                   |                           |                                |                                 |
| Mendez                           |                           | Paul Richards                  |                                    |                                    |                                   |                           |                                |                                 |
| Albina                           |                           | Natalie Trundy                 |                                    |                                    |                                   |                           |                                |                                 |
| Skipper                          |                           | Tod Andrews                    |                                    |                                    |                                   |                           |                                |                                 |
| Dr. Lewis Dixon                  |                           |                                | Bradford Dillman                   |                                    |                                   |                           |                                |                                 |
| Dr. Stephanie ("Stevie") Branton |                           |                                | Natalie Trundy                     |                                    |                                   |                           |                                |                                 |
| Dr. Otto Hasslein                |                           |                                | Eric Braeden                       |                                    |                                   |                           |                                |                                 |
| Armando                          |                           |                                | Ricardo Montalbán                  | Ricardo Montalbán                  |                                   |                           |                                |                                 |
| Governor Breck                   |                           |                                |                                    | Don Murray                         |                                   |                           |                                |                                 |
| MacDonald                        |                           |                                |                                    | Hari Rhodes                        |                                   |                           |                                |                                 |
| Kolp                             |                           |                                |                                    | Severn Darden                      | Severn Darden                     |                           |                                |                                 |
| MacDonald                        |                           |                                |                                    |                                    | Austin Stoker                     |                           |                                |                                 |
| Mendez                           |                           |                                |                                    |                                    | Paul Stevens                      |                           |                                |                                 |
| Jake                             |                           |                                |                                    |                                    | Michael Stearns                   |                           |                                |                                 |
| Leo Davidson                     |                           |                                |                                    |                                    |                                   | Mark Wahlberg             |                                |                                 |
| Daena                            |                           |                                |                                    |                                    |                                   | Estella Warren            |                                |                                 |
| Birn                             |                           |                                |                                    |                                    |                                   | Luke Eberl                |                                |                                 |
| Will Rodman                      |                           |                                |                                    |                                    |                                   |                           | James Franco                   | James Franco (archival footage) |
| Caroline Aranha                  |                           |                                |                                    |                                    |                                   |                           | Freida Pinto                   |                                 |
| John Landon                      |                           |                                |                                    |                                    |                                   |                           | Brian Cox                      |                                 |
| Steven Jacobs                    |                           |                                |                                    |                                    |                                   |                           | David Oyelowo                  |                                 |
| Charles Rodman                   |                           |                                |                                    |                                    |                                   |                           | John Lithgow                   |                                 |
| Dodge Landon                     |                           |                                |                                    |                                    |                                   |                           | Tom Felton                     |                                 |
| Dreyfus                          |                           |                                |                                    |                                    |                                   |                           |                                | Gary Oldman                     |
| Malcolm                          |                           |                                |                                    |                                    |                                   |                           |                                | Jason Clarke                    |
| Ellie                            |                           |                                |                                    |                                    |                                   |                           |                                | Keri Russell                    |
| Alexander                        |                           |                                |                                    |                                    |                                   |                           |                                | Kodi Smit-McPhee                |
| Carver                           |                           |                                |                                    |                                    |                                   |                           |                                | Kirk Acevedo                    |
| Werner                           |                           |                                |                                    |                                    |                                   |                           |                                | Jocko Sims                      |
| McVeigh                          |                           |                                |                                    |                                    |                                   |                           |                                | Kevin Rankin                    |
| Finney                           |                           |                                |                                    |                                    |                                   |                           |                                | Keir O'Donnell                  |
| Maimuțe                          |                           |                                |                                    |                                    |                                   |                           |                                |                                 |
| Cornelius                        | Roddy McDowall            | David Watson                   | Roddy McDowall                     |                                    |                                   |                           |                                |                                 |
| Dr. Zira                         | Kim Hunter                | Kim Hunter                     | Kim Hunter                         |                                    |                                   |                           |                                |                                 |
| Dr. Zaius                        | Maurice Evans             | Maurice Evans                  |                                    |                                    |                                   | Charlton Heston           |                                |                                 |
| Ursus                            |                           | James Gregory                  |                                    |                                    |                                   |                           |                                |                                 |
| Caesar                           |                           |                                | Walker Edmiston (voice)            | Roddy McDowall                     | Roddy McDowall                    |                           | Andy Serkis                    | Andy Serkis                     |
| Lisa                             |                           |                                |                                    | Natalie Trundy                     | Natalie Trundy                    |                           |                                |                                 |
| Aldo                             |                           |                                |                                    | David Chow                         | Claude Akins                      |                           |                                |                                 |
| Virgil                           |                           |                                |                                    |                                    | Paul Williams                     |                           |                                |                                 |
| Nova                             |                           |                                |                                    |                                    |                                   | Lisa Marie                |                                |                                 |
| Ari                              |                           |                                |                                    |                                    |                                   | Helena Bonham Carter      |                                |                                 |
| Thade                            |                           |                                |                                    |                                    |                                   | Tim Roth                  |                                |                                 |
| Rocket                           |                           |                                |                                    |                                    |                                   |                           | Terry Notary                   | Terry Notary                    |
| Maurice                          |                           |                                |                                    |                                    |                                   |                           | Karin Konoval                  | Karin Konoval                   |
| Cornelia                         |                           |                                |                                    |                                    |                                   |                           | Devyn Dalton                   | Judy Greer                      |
| Koba                             |                           |                                |                                    |                                    |                                   |                           | Christopher Gordon             | Toby Kebbell                    |
| Blue Eyes                        |                           |                                |                                    |                                    |                                   |                           |                                | Nick Thurston                   |
| Ash                              |                           |                                |                                    |                                    |                                   |                           |                                | Larramie "Doc" Shaw             |
| Grey                             |                           |                                |                                    |                                    |                                   |                           |                                | Lee Ross                        |

## Echipa de producție
| Regizori    | Franklin J. Schaffner       | Ted Post         | Don Taylor       | J. Lee Thompson  | J. Lee Thompson                                  | Tim Burton                                            | Rupert Wyatt                                          | Matt Reeves                                           | Matt Reeves                                           |
| Producători | Arthur P. Jacobs            | Arthur P. Jacobs | Arthur P. Jacobs | Arthur P. Jacobs | Arthur P. Jacobs                                 | Richard D. Zanuck                                     | Peter Chernin, Dylan Clark, Rick Jaffa, Amanda Silver | Peter Chernin, Dylan Clark, Rick Jaffa, Amanda Silver | Peter Chernin, Dylan Clark, Rick Jaffa, Amanda Silver |
| Muzică      | Jerry Goldsmith             | Leonard Rosenman | Jerry Goldsmith  | Tom Scott        | Leonard Rosenman                                 | Danny Elfman                                          | Patrick Doyle                                         | Michael Giacchino                                     |                                                       |
| Scenariști  | Michael Wilson, Rod Serling | Paul Dehn        | Paul Dehn        | Paul Dehn        | John William Corrington, Joyce Hooper Corrington | William Broyles, Jr., Lawrence Konner, Mark Rosenthal | Rick Jaffa, Amanda Silver                             | Mark Bomback, Rick Jaffa, Amanda Silver               | Matt Reeves, Mark Bomback                             |

## Cărți
- Planeta maimuțelor (1963) de Pierre Boulle[3] (franceză: La Planète des singes)
- Planet of the Apes: The Fall
- Conspiracy of the Planet of the Apes
- Planeta maimuțelor (bandă desenată)